# Sanda Toma (Kanutin)
Sanda Toma (* 17. März 1970 in Periș) ist eine ehemalige rumänische Kanutin.

## Karriere
Sanda Toma nahm dreimal an Olympischen Spielen teil. Ihr Olympiadebüt gab sie 1992 in Barcelona, wo sie in drei Wettbewerben antrat und in allen den Endlauf erreichte. Im Einer-Kajak beendete sie das Finale in 1:54,84 auf dem achten und damit vorletzten Platz. Sowohl im Zweier-Kajak als auch im Vierer-Kajak verpasste sie dagegen als Vierte knapp einen Medaillengewinn. Mit Carmen Simion fehlten ihr im Zweier-Kajak 1,3 Sekunden auf die drittplatzierten Ungarinnen Rita Kőbán und Éva Dónusz und auch im Vierer-Kajak betrug ihr Rückstand auf Rang drei 1,3 Sekunden. Bei den Olympischen Spielen 1996 in Atlanta startete sie im Zweier- und im Vierer-Kajak. In der Zweier-Konkurrenz wurde sie mit Viorica Iordache im Halbfinallauf nur Sechste, sodass sie vorzeitig ausschied. Auch mit dem Vierer-Kajak verpasste sie als Halbfinaldritte den Einzug in den Endlauf.
Vier Jahre darauf ging Toma in Sydney ebenfalls in zwei Wettkämpfen an den Start. Als Fünfte ihres Halbfinallaufs verpasste sie im Einer-Kajak allerdings die Finalqualifikation. Sie gehörte außerdem ein weiteres Mal zum rumänischen Aufgebot im Vierer-Kajak, das außerdem aus Mariana Limbău, Elena Radu und Raluca Ioniță bestand. Auf der 500-Meter-Strecke belegten sie sowohl im Vorlauf als auch im Finale den dritten Platz, womit ihnen der Gewinn der Bronzemedaille gelang. In 1:37,010 Minuten kamen sie 2,5 Sekunden hinter den siegreichen Ungarinnen und eine Sekunde hinter der deutschen Mannschaft ins Ziel, während die viertplatzierten Polinnen lediglich 0,06 Sekunden Rückstand auf die Rumäninnen hatten.
Weitere internationale Medaillen gewann Toma zunächst bei den Weltmeisterschaften 1993 in Kopenhagen, die sie im Zweier-Kajak über 5000 Meter mit Carmen Simion auf dem Bronzerang abschloss. Bei den Europameisterschaften 1997 in Plowdiw wurde sie mit dem Vierer-Kajak über 200 Meter und auch über 500 Meter jeweils Europameisterin, während sie sich im Zweier-Kajak über 500 Meter die Silber- und über 1000 Meter die Bronzemedaille sicherte.
Für ihre olympische Bronzemedaille erhielt sie 2000 das Ritterkreuz des Ordens Für Verdienst.